# Filtro immagine generico di tipo mn
Questi filtri sono filtri per segnali elettrici progettati utilizzando il metodo dell'immagine. Sono un'invenzione di Otto Zobel presso l'AT&T Corp.. Rappresentano una generalizzazione del filtro di tipo m in quanto viene applicata una trasformazione che modifica la funzione di trasferimento mantenendo inalterata l'impedenza immagine. Per i filtri che hanno soltanto una banda da eliminare non c'è distinzione con il filtro di tipo m. Tuttavia, per un filtro che ha bande da eliminare multiple, c'è la possibilità che la forma della funzione di trasferimento in ciascuna banda da eliminare possa essere diversa. Per esempio, mentre potrebbe essere necessario filtrare una banda con il taglio più netto possibile, in un'altra potrebbe essere necessario filtrare in modo da ridurre al minimo la distorsione di fase pur ottenendo una certa attenuazione. Se la forma è identica per ogni transizione da una banda passante a una banda da eliminare il filtro sarà lo stesso di un filtro di tipo m (filtro di tipo k nel caso limite di m=1). Se le forme sono diverse, allora ci si trova nel caso generale qui descritto.
Il filtro di tipo k agisce come un prototipo per la realizzazione delle progettazioni generiche mn. Per ogni forma di banda data desiderata ci sono due classi per la trasformazione mn che può essere applicata, che corrispondono alle sezioni derivate da punto centrale a punto centrale in serie e da punto centrale a punto centrale in shunt; questa terminologia è spiegata in modo più completo nell'articolo filtro m-derivato (per comprendere meglio il significato dell'espressione "da punto centrale a punto centrale", osservare lo schema nella figura presente qui).
Un'altra caratteristica dei filtri di tipo m che si applica anche nel caso generale è che una semisezione avrà l'impedenza immagine del tipo k originale solo da un lato. L'altra porta presenterà una nuova impedenza immagine. Le due trasformazioni hanno funzioni di trasferimento equivalenti ma diverse impedenze immagine e diverse topologie circuitali.

Schema delle forme di banda che mostra la risposta in frequenza di un filtro immagine generico. Gli ω_{c} sono le frequenze critiche (le frequenze dove inizia il taglio) e gli ω_{∞} sono i poli di attenuazione nelle bande da eliminare.

## Bande da eliminare multiple con sezioni da punto centrale a punto centrale in serie
Se Z e Y sono l'impedenza in serie e l'ammettenza in shunt di una semisezione a costante k e
{\displaystyle Z=Z_{1}+Z_{2}+Z_{3}+\dots +Z_{N}}
dove Z1, Z2 ecc. sono una cascata di antirisuonatori,
l'impedenza in serie trasformata per un filtro derivato da punto centrale a punto centrale in serie diventa:
{\displaystyle Z_{m_{n}}=m_{1}Z_{1}+m_{2}Z_{2}+m_{3}Z_{3}+\dots +m_{N}Z_{N}}
dove gli mn sono coefficienti positivi arbitrari. Per un'impedenza immagine invariante ZiT e una forma di banda invariante (cioè, per frequenze di taglio invarianti ωc) l'ammettenza in shunt trasformata, espressa in termini di Zmn, è data da:
{\displaystyle Y_{m_{n}}={\frac {Z_{m_{n}}}{k^{2}+Z^{2}-Z_{m_{n}}^{2}}}}
dove {\displaystyle k={\sqrt {\frac {Z}{Y}}}} ed è una costante per definizione. Quando gli mn sono tutti uguali ciò si riduce all'espressione per un filtro di tipo m e quando sono tutti uguali a uno si riduce ulteriormente al filtro di tipo k.

Semisezione da punto centrale, la quale, quindi, ha l'aspetto di uno solo dei due lati di una sezione da punto centrale a punto centrale, in serie, di un filtro a 2 bande da eliminare, derivato con parametri m_{1}, m_{2}.

Un risultato di questa relazione è che gli N antirisuonatori in Zmn si trasformeranno in 2N risuonatori in Ymn. I coefficienti mn possono essere regolati dal progettista per impostare la frequenza di uno dei due poli di attenuazione, ω∞, in ciascuna banda da eliminare. Il secondo polo di attenuazione è dipendente e non può essere impostato separatamente.

### Casi particolari
Nel caso di un filtro con una banda da eliminare che si estende alla frequenza zero, uno degli antirisuonatori in Z si ridurrà a un singolo induttore. In questo caso i risuonatori in Ymn sono ridotti di una unità a 2N-1. Analogamente, per un filtro con una banda da eliminare che si estende a frequenza infinita, un antirisuonatore si ridurrà a un singolo condensatore e i risuonatori, nuovamente, saranno ridotti di una unità.  In un filtro in cui sono soddisfatte entrambe le condizioni, il numero dei risuonatori sarà 2N-2. Per queste bande da eliminare alle estremità, c'è solo un polo di attenuazione in ciascuna, come ci si aspetterebbe dal numero ridotto di risuonatori. Queste forme rappresentano la massima complessità consentita, pur mantenendo l'invarianza della forma di banda un'impedenza immagine.

## Bande da eliminare multiple con sezioni da punto centrale a punto centrale in shunt

Semisezione da punto centrale, la quale, quindi, ha l'aspetto di uno solo dei due lati di una sezione da punto centrale a punto centrale, in shunt, di un filtro a 2 bande da eliminare, derivato con parametri m_{1}, m_{2}. La risposta in frequenza è equivalente alla corrispondente semisezione da punto centrale in serie di un filtro derivato.

Per analogia duale, il filtro derivato in shunt inizia da:
{\displaystyle Y_{m_{n}}=m_{1}Y_{1}+m_{2}Y_{2}+m_{3}Y_{3}+\dots +m_{N}Y_{N}}
Per un'ammettenza immagine invariante YiΠ e una forma di banda invariante l'impedenza in serie trasformata è data da:
{\displaystyle Z_{m_{n}}={\frac {Y_{m_{n}}}{k^{2}+Y^{2}-Y_{m_{n}}^{2}}}}

## Sezione passa-banda semplice

Filtro immagine passa-banda generico, derivato da punto centrale in shunt (semisezione da punto centrale, la quale, quindi, ha l'aspetto di uno solo dei due lati di una sezione da punto centrale a punto centrale).

Il filtro passa-banda può essere caratterizzato come un filtro a 2 bande da eliminare con ωc = 0 per la frequenza critica più bassa della banda più bassa e ωc = ∞ per la frequenza critica più alta della banda più alta.  I I due risuonatori si riducono, rispettivamente, a un induttore e un condensatore. Il numero di antirisuonatori si riduce a due.
Template:Clear left

Filtro immagine passa-banda con ω_{∞1} impostato a zero e ω_{∞2} impostato per corrispondere a ω'_{c1}.

Tuttavia, se ω∞1 è impostato a zero (cioè, non ci sono poli di attenuazione nella banda da eliminare più bassa) e ω∞2 è impostato per corrispondere alla frequenza critica più alta ω'c1, allora si ottiene una forma particolarmente semplice del filtro passa-banda costituita da soli antirisonatori accoppiati mediante condensatori. Questa era una topologia popolare per i filtri passa-banda multi-sezione a causa del suo basso numero di componenti, in particolare di induttori. Per varie classi di filtri di base, molte altre forme così ridotte sono possibili impostando uno dei poli di attenuazione in modo che corrisponda a una delle frequenze critiche.